# Саргон II
Саргон II је био краљ Асирије, који је владао од 722 до 705. п. н. е. Постао је 710. п. н. е. и краљ Вавилона. Кипар, Фригија, Израел, Сирија су били тада у поседу Асирије. Није јасно да ли је био узурпатор, или је био син Тиглат-Пилесера III. У записима он се представља као нови човек и ретко спомиње своје претходнике. Ипак узео је име Шару-кину или прави краљ, према Саргону од Акада, који је основао прво семитско царство, тј Акадско царство, читавих 16 векова пре Саргона II.

## Учвршћење власти
Суочавао се са потешкоћама на почетку своје владавине. Због тога је склопио пакт са Калдејцем Мардук-апла-идином. Ослободио је пореза све храмове, ако и становнике Ашура и Харана. Док је Саргон настојао да придобије подршку у Асирији, за то време Мардук-апла-идин је освојио Вавилон уз помоћ краља Елама Уманигаша. Мардук се крунисао 721. п. н. е.

## Походи и освајања
Саргон II је 720. п. н. е. напао Елам, међутим доживео је пораз код Дера. Годину дана касније победио је сиријску коалицију код Каркара и на тај начин је дошао у посед Арпада, Симире и Дамаска. Освојио је и Израел и Јуду до Газе у Филистеји, разорио је Рафа и победио је египатску војску. Када се вратио Самарију је изградио као главни град нове провинције Самерину и населио ју је Арапима или Сиријцима. После тога побуњенике је казнио, а много становништва је раселио. Тада је много Јевреја одвео у прогонство у Асирију и Медију.
Освојио је 717. п. н. е. хетитски град Каркемиш и делове Загрос планина. Освојио је 716. краљевину Манај, где су побуњеници уз помоћ Урартуа свргли претходног краља. Изградио је нову базу и у Медији. 

## Поход против Урартуа и велика пљачка
У осмом походу на Урарту 714. п. н. е. заробио је генерала и готово целу једну војску од Урартуа уништио. Урарту је тада вероватно био ослабљен нападима Кимеријанаца.
Кимеријанци се спомињу много пута у писмима престолонаследника. У писмима се спомиње како је Саргон прелазио реку и како је имао велике потешкоће на тешком терену. Борне кочије су морали да растављају. Осим тога тешко су се пробијали кроз готово непроходне шуме. Када су дошли до језера Урмије кренули су источно и дошли су до каспијских обронака Кавказа. Када је чуо да краљ Урартуа Руса I креће против њега вратио се до језера Урмија и ту је победио војску Урартуа. Краљ Урартуа је једва побегао из битке. 
Саргон је харао плодним подручјем око језера Урмија, палеђи при томе љетину. У резиденцији краљева Урартуа нашли су велике винске подруме, које су тако похарали, да је вино текло на све стране као река. После тога харао је Сангибутијем и кренуо је према језеру Ван. Није наишао ни на какав отпор. Људи су били упозорени, па су се разбежали у планине. Саргон тврди да је тада раторио 430 празних села.
Дошао је до језера Ван и онда се вратио натраг. После тога Саргон је од Наирија добијао данак. Већина војске му се вратила у Асирију, а он је наставио да пљачка Урарту храм бога Халдија у Мусасиру (Ардини). Ту је јако много попљачкао. Опис попљачканога блага заузима 50 ступова у Ашуру. Укупно су опачкали 334.000 предмета, од чега тона злата и пет тона сребра. Када је краљ Урартуа Руса чуо да су асирци попљачкали Мусасир пао је у депресију и према царским аналима сам је себи узео живот.

## Краљ Асирије и Вавилона
Најпре је смирио велику побуну у Ашдоду, у коју су 711. п. н. е. били укључени Јудеја, Моаб, Едом и Египат. Ашдод је постао провинција Асирије,
Пошто је свуда осигурао границе 710. п. н. е. је покренуо две војске. Једну је покренуо на Елам, а другу на Вавилон. Опсео је Вавилом, па је Мардук-апла-идин побегао. Коначно га је ухватио наводено у мочварама Шат ел Араба. Након заробљавања краља Вавилона Саргон је 710. п. н. е. постао краљ Вавилона и тиме је успоставио дуалну монархију Вавилона и Асирије. У Вавилону је остао три године. Његов син Сенахериб владао је јужним подручјем уз доњи ток Еуфрата.

## Кипар, Фригија и Комаген признају асиријску власт
Седам краљева Кипра је 710. п. н. е. признало власт Асирије. Мида, краљ Фригије 709. п. н. е. признао асиријску власт. Комаген је постала 708. провинција Асирије. Асирија је била на врхунцу моћи. Урарту је био на коленима под нападима номадских Кимеријанаца. Елам је био ослабљен, а египатска моћ у Сирији је слабила.
Саргон је за престоницу одабрао Ниниву. Започета је 713. градња нове палате и града Дур-Шарукина (Саргонова тврђава, Хорсабад) на 20 километара северно од Ниниве. Двор је премештен у Дур-Шарукин 706. п. н. е., иако тада још није све било завршено.

## Саргонов крај
Погинуо је у сукобу са Кимеријанцима 705. п. н. е.. Кимеријанци ће касније уништити и Урарту и Фригију, пре него што се преселе на запад. Саргона је наслредио син Сенахериб, који је владао од 704. до 681. п. н. е.

## Израел и Библија
Под његовом влашћу Асирија је поразила краљевину Израел и заузела је Самарију након трогодишње опсаде. Протерали су после тога становништво. То је постала база за легенду о десет изгубљених племена. Према Библији, други људи су доведени у Самарију за време Шалманасара V. Саргоново име се сусреће у Библији само једном у Исаији, где стоји о томе како је Асирија заузела Ашдод 711. п. н. е..